# Vlag van Guadalajara (provincie)

Onofficiële vlag van de provincie Guadalajara

De Spaanse provincie Guadalajara voert geen officiële vlag. De onofficiële vlag bestaat uit een paars veld met in het midden het provinciale wapen. De vlag en het wapen zijn nog niet officieel goedgekeurd. Op het wapen staan de wapens van de steden Molina de Aragón, Sigüenza, Atienza, Brihuega, Guadalajara, Cogolludo, Cifuentes, Pastrana en Sacedón.